# Río Quiebrajano
El Quiebrajano o Valdearazo es un río de la Sierra Sur en la provincia de Jaén. Nace en el Cortijo de los Terceros y se embalsa en el embalse del Quiebrajano. Hasta este punto se le denomina Valdearazo y a partir de él se le denomina Quiebrajano. En el Puente de la Sierra se une con el río Frío (Jaén) (que proviene de los Villares donde se le ha unido el río Eliche), para formar el río Jaén y desembocar en el Guadalbullón, afluente a su vez del Guadalquivir.

## Entorno natural
Atraviesa el valle del Quiebrajano, en pleno parque periurbano Monte La Sierra, en un entorno de alto valor ecológico, geológico e histórico. Alberga gran diversidad de especies de flora y fauna (tales como reptiles, anfibios, peces, insectos y plantas) asociadas al medio acuático, algunas de ellas en peligro de extinción.

## Toponimia
Narciso Zafra de la Torre plantea que el topónimo deriva posiblemente de ‘Quiebra’, que el DRAE recoge como “hendedura o abertura de la tierra en los montes o la que causa el exceso de lluvia en los valles”. Por lo tanto, significaría el río de la quiebra o más comúnmente río de la quebrada, correspondiendo bien con la fisonomía del mismo, ya que es un río encajonado. En este caso sería río «quiebra-ano», siendo -ano un sufijo que denota procedencia, pertenencia o adscripción.